# Tantalita-(Mn)
La tantalita-(Mn) es un mineral óxido de composición Mn2+Ta2O6, conocido también como manganotantalita. Su nombre proviene del personaje de la mitología griega Tántalo —por la dificultad para disolver este mineral—, mientras que el sufijo -(Mn) indica su elevado contenido de manganeso.

## Propiedades

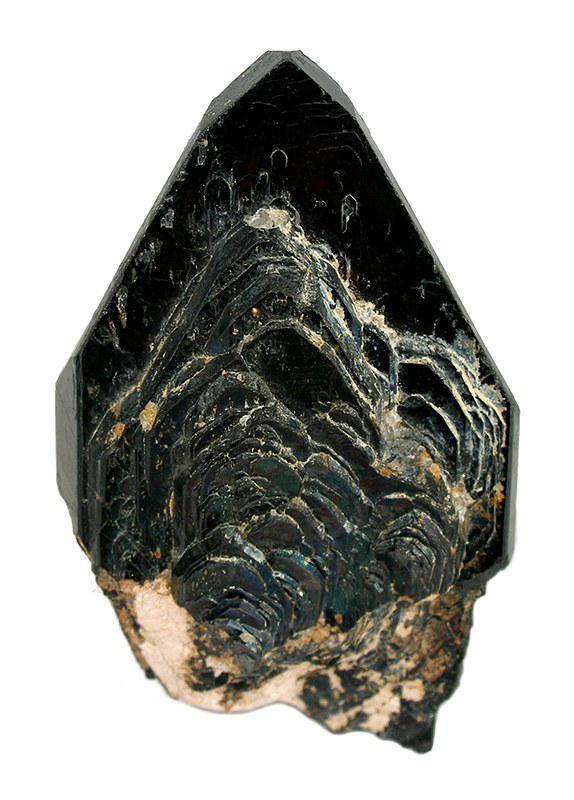
Tantalita-(Mn) de Lavra de Cori (Bahía, Brasil)

La tantalita-(Mn) es un mineral opaco cuya coloración va de rosa a casi incolora, o de pardo rojiza a negra. Tiene lustre vítreo o submetálico. Con luz transmitida es incoloro, pardo rojizo o rojo.
Es frágil, tiene dureza entre 6 en la escala de Mohs y densidad entre 6,65 y 8,0 g/cm³. Es muy poco soluble en ácidos.
Cristaliza en el sistema ortorrómbico, clase dipiramidal (2/m 2/m 2/m).
Tiene un contenido de tántalo próximo al 71% mientras que el de manganeso puede alcanzar el 11%, siendo sus impurezas más habituales hierro y niobio.
Forma una serie mineralógica con la tantalita-(Fe) y es miembro del grupo de la columbita.

## Morfología y formación

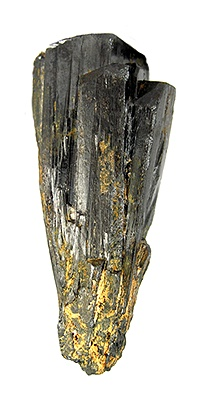
Ferrocolumbita, manganotantalita Localidad: distrito de Betafo, región de Vakinankaratra, provincia de Antananarivo, Madagascar

Este mineral se presenta en forma de cristales prismáticos cortos, tabulares y gruesos, frecuentemente en cristales de gran tamaño paralelos. También adopta hábito masivo. Las maclas de contacto o penetración son usuales; en {021} y {023} se pueden producir maclas de tres cristales pseudohexagonales.
Se encuentra en pegmatitas y granitos de carácter albítico, también en placeres derivados de las anteriores rocas.
Suele estar asociado a albita, microclina, berilo, lepidolita, moscovita, turmalina y espodumena.
El coltán —fundamental para la fabricación de componentes electrónicos— es una solución sólida de tantalita y columbita.

## Yacimientos
La localidad tipo de la tantalita-(Mn) es la mina Utö, en la isla homónima (Södermanland, Suecia). Constituida por varias pegmatitas graníticas proterozoicas, sus minas de hierro fueron explotadas entre el siglo XII y 1878.
Es también localidad tipo de minerales como espodumena, petalita y holmquistita.
Otros emplazamientos en Europa son los existentes en la isla de Elba (Italia), en la Baja Silesia (Polonia) y en los condados de Piešťany, Pezinok y Bratislava (Eslovaquia).
Asimismo, son notables los yacimientos de Pakistán —en los valles Shigar, Braldu y Astor (Gilgit-Baltistán)—, Brasil —Equador y Parelhas (Río Grande del Norte)—, Zimbabue —Bikita— y Sudáfrica —Steinkopf (Cabo del Norte)—.
A nivel gemológico destaca el yacimiento de Murrua (Zambezia, Mozambique).